# Émile Cornellie
Émile François Cornellie (Flesinga, Países Bajos, 15 de agosto de 1869-Amberes, 27 de diciembre de 1945) fue un deportista belga que compitió en vela en la clase 6 Metre. Fue padre del también regatista Florimond Cornellie.
Participó en los Juegos Olímpicos de Amberes 1920, obteniendo una medalla de oro en la clase 6 Metre.

## Palmarés internacional
| Juegos Olímpicos | Juegos Olímpicos  | Juegos Olímpicos | Juegos Olímpicos       |
| Año              | Lugar             | Medalla          | Clase                  |
| ---------------- | ----------------- | ---------------- | ---------------------- |
| 1920             | Amberes (Bélgica) | Medalla de oro   | 6 Metre (sistema 1907) |